# La Petite Fortune
La Petite Fortune est une gravure sur cuivre au burin réalisée vers 1495-1496 par l'artiste de la Renaissance allemande Albrecht Dürer (1471-1528).

## Histoire
La Petite Fortune constitue le tout premier nu féminin gravé par Dürer, au moment où l'artiste consacre plusieurs dessins à ce type d'étude, au premier rang desquels la Femme nue debout vue de dos (1495, musée du Louvre) et le Bain des femmes (1496, Kunsthalle de Brême).

## Analyse
Dürer a pu s'inspirer des Muses dansantes peintes par Andrea Mantegna en 1497 dans son tableau du Parnasse (musée du Louvre) et dont le modèle a été diffusé par une estampe de Zoan Andrea.

## Iconographie
Tandis que la sphère sur laquelle la figure féminine repose en équilibre permet de l'identifier comme la déesse de la chance, la fleur d'eryngium indique qu'il s'agit de la Fortune amoureuse, le chardon étant, dans le monde germanique, le symbole de la réussite en amour. Dürer représente dans cette gravure tant la toute-puissance de l'Amour que son inconsistance, rompant pleinement avec la tradition iconographique médiévale qui représentait la Fortune au sommet d'une roue, les yeux bandés.
Il puise sans doute son inspiration dans un dialogue philosophique antique attribué à un disciple de Socrate, Le Tableau de Cébès, traduit pour la première fois en allemand par son ami, l'humaniste Willibald Pirckheimer.

## Postérité
Si la feuille parait relativement modeste, tant par son format que par l'économie des tailles, son succès n'en est pas moins important. Du vivant de Dürer, La Petite Fortune est copiée par plusieurs graveurs, tandis que d'autres s'en inspirent librement, comme Lucas van Leyden pour sa Femme et la biche.